# Colletes azureus
Colletes azureus är en biart som beskrevs av Heinrich Friese 1912. Colletes azureus ingår i släktet sidenbin, och familjen korttungebin. Inga underarter finns listade i Catalogue of Life.